# Sở vương Phụ Sô
Sở vương Phụ Sô (chữ Hán: 楚王負芻, trị vì 228 TCN-223 TCN), là vị vua thứ 45 của nước Sở - chư hầu nhà Chu trong lịch sử Trung Quốc.
Ông tên là Hùng Phụ Sô (熊負芻), con thứ của Sở Khảo Liệt Vương, vua thứ 42 của nước Sở, anh của Sở U vương và Sở Ai vương, vua thứ 43 và 44 của nước Sở. Tuy lớn tuổi hơn hai em nhưng Phụ Sô lại là con vợ thứ nên không được lập làm thái tử.

## Sự nghiệp
Năm 228 TCN, Sở Ai vương lên ngôi được hai tháng, Phụ Sô làm binh biến giết Ai Vương rồi lên ngôi, ra lệnh tru sát toàn bộ gia tộc họ Lý (họ ngoại của Ai vương).
Năm 227 TCN, Tần vương Chính sai quân đánh Sở, Sở thất bại, mất 10 thành về tay Tần. Năm 225 TCN, vua Tần sai Lý Tín đem quan đánh Sở, bị Hạng Yên đánh bại, sau lại sai Vương Tiễn đem 60 vạn quân đánh Sở. Vương Tiễn thấy quân Sở khí thế đang hăng, liền áp dụng phương pháp phòng thủ, quân Sở đến khiêu chiến, trước sau đóng cửa trại không ra đánh. Vương Tiễn hàng ngày cho quân nghỉ ngơi, ăn uống no đủ, bản thân ông thường xuyên sâu sát quân lính, quan tâm tới họ, "đồng cam cộng khổ" với lính. Lúc này, quân Sở không có cơ hội để tác chiến, lòng quyết tâm và nhuệ khí đã giảm. Lợi dụng thời cơ này, Vương Tiễn đã đưa quân truy quét. Quân Sở thua chạy.
Năm sau, Mông Vũ cùng Vương Tiễn hiệp đồng tác chiến bắt sống Sở vương Phụ Sô, đem đất đai nước Sở sáp nhập vào Tần. Hạng Yên lại tìm lập người tông thất nước Sở là Xương Bình quân lên ngôi, chạy về Lan Lăng.
Không rõ kết cục của ông ra sao. Nước Sở dần dần bị nước Tần thôn tính, đặt làm quận huyện. Hạng Yên lập vua mới, tiếp tục chống Tần.